# Herb Nowej Sarzyny
Herb Nowej Sarzyny – jeden z symboli miasta Nowa Sarzyna i gminy Nowa Sarzyna w postaci herbu.

## Wygląd i symbolika
Herb przedstawia w polu błękitnym złoty kwiat azalii ponad dwiema srebrnymi kolbami chemicznymi (retorty). 
Kolby chemiczne symbolizują miejscowe zakłady chemiczne, dzięki którym powstało miasto, kwiat azalii symbolizuje jedyne w Polsce i jedno z niewielu w Europie stanowisko azalii pontyjskiej. Błękit tarczy symbolizuje wody rzeki San. 

## Historia

Herb używany w latach 1973-2008

Do 2008 miasto używało herbu ustanowionego przy okazji nadania praw miejskich, który nie spełniał norm heraldycznych. Przedstawiał stylizowane drzewa wyrastające z inicjałów COP nałożone na schemat benzenu w barwach narodowych.
30 grudnia 2008 r. został ustanowiony nowy wzór herbu uchwałą Rady miejskiej w Nowej Sarzynie. 